# Quercus pseudoverticillata
Quercus pseudoverticillata är en bokväxtart som beskrevs av Engkik Soepadmo. Quercus pseudoverticillata ingår i släktet ekar, och familjen bokväxter. Inga underarter finns listade i Catalogue of Life.